# 石柑薄圓盾介殼蟲
石柑薄圓盾介殼蟲（学名：Aspidiotus pothos）为盾介殼蟲科薄圓盾介殼蟲屬下的一个种。